# 安德烈耶夫島
安德烈耶夫島是俄羅斯的島嶼，位於東西伯利亞海，屬於熊島群島的一部分，由薩哈共和國負責管轄，長400米、寬300米，最高點海拔高度8米，島上無人居住。